# Gerard Moreno
Gerard Moreno Balagueró (* 7. April 1992 in Santa Perpètua de Mogoda), auch bekannt unter seinem Vornamen Gerard, ist ein spanischer Fußballspieler. Er steht beim spanischen Erstligisten FC Villarreal unter Vertrag und ist spanischer Nationalspieler.

## Karriere

### Verein
Moreno begann seine Karriere beim CF Damm. 2001 wechselte er zu Espanyol Barcelona. 2007 wechselte er zum FC Badalona. 2010 wechselte er zum FC Villarreal. Sein Debüt für die Zweitligamannschaft gab er am 28. Spieltag 2010/11 gegen Rayo Vallecano. 2012 stieg er mit Villarreal B in die dritte Liga ab, da die Erstmannschaft in die zweite Liga abstiegen war. 2013 stieg er mit der Erstmannschaft in die erste Liga auf. Er wurde jedoch an den Zweitligisten RCD Mallorca verliehen. Nach seiner Rückkehr zum FC Villarreal, inzwischen sogar ein Europaligist, gab er sein Erstligadebüt am 3. Spieltag 2014/15 gegen den FC Granada. 2015 kehrte er zum Ligakonkurrenten Espanyol Barcelona zurück. In den Saisons 2016/17 und 2017/18 traf er jeweils zweistellig. In letztgenannter Saison erzielte er 16 Tore und wurde somit zweitbester spanischer Torschütze der Liga.
Zur Saison 2018/19 kehrte er zu Villarreal zurück, der sich in der Vorsaison für die Europa League qualifiziert hatte. Mit dem Club gewann Moreno die Europa League 2020/21 (Endstand: 12:11 n. E.), wobei er mit seinem Treffer zur 1:0-Führung zum gemeinsamen Rekordtorschützen von Villarreal avancierte (zusammen mit Giuseppe Rossi 82 Tore).

### Nationalmannschaft
Gerard Moreno gab am 15. Oktober 2019 sein Debüt für die spanische Fußballnationalmannschaft.
Bei der Europameisterschaft 2021 stand er im spanischen Aufgebot, das im Halbfinale gegen Italien ausschied.

## Titel und Erfolge
FC Villarreal
- UEFA Europa League: 2020/21

Persönliche Auszeichnungen
- Nominierung für den Ballon d’Or: 2021 (26. Platz)
- Torschützenkönig der Europa League: 2021 (7 Treffer)